# Мамонтовське нафтове родовище
Ма́монтовське на́фтове родо́вище — розташоване у Ханти-Мансійському автономному окрузі в центрі Західного Сибіру, Росія.

## Історія
Родовище було відкрите в 1965 році, а добувати нафту на ньому почали в 1970 році.

## Загальні дані
Нафтоносна структура являє собою антикліналь низького рельєфу і складається з восьми нафтогазоносних піщаних пластів крейдового періоду. Глибина залягання продуктивних горизонтів коливається від 500 до 2800 м. Спостерігається високий вміст сірки в сирій нафті (1,2 %), при цьому середня густина нафти варіюється в межах 836—890 кг/м3 (32°, згідно з оцінками Американського нафтового інституту).

## Розробка родовища
У 2005 році Мамонтовське родовище забезпечило приблизно 15,1 % видобутку сирої нафти компанії «Юганскнефтегаз».
За станом на 31 грудня 2005 року, фонд свердловин Мамонтовського родовища складається з 2 493 добувних і 1 212 нагнітальних свердловин. Більшість добувних свердловин оснащені зануреними відцентровими електронасосами. Вони використовуються для зворотної закачки води, необхідної для підтримки тиску в пласті. У майбутньому зростання обсягів видобутку буде залежати від ефективності застосування методів повторного видобутку.

## Запаси
За станом на 31 грудня 2005 року, на Мамонтовське родовище припадає приблизно 9,1 % запасів сирої нафти компанії «Юганскнефтегаз».